# 12601 Тіффанісуонн
12601 Тіффанісуонн (12601 Tiffanyswann) — астероїд головного поясу, відкритий 9 вересня 1999 року.
Тіссеранів параметр щодо Юпітера — 3,494.